# ضدپلگی چندنمونه‌گیری
ضدپلگی چندنمونه‌گیری (انگلیسی: Multisample anti-aliasing یا MSAA) گونه‌ای از ضد پلگی استفاده شده در ‌گرافیک رایانه برای بهبود کیفیت تصاویر است.